# Contea di Stonewall
La contea di Stonewall in inglese Stonewall County è una contea dello Stato del Texas, negli Stati Uniti. La popolazione al censimento del 2010 era di 1 490 abitanti. Il capoluogo di contea è Aspermont. La contea è stata creata nel 1876 ed organizzata nel 1888. Il suo nome deriva da Thomas Jonathan Jackson, militare statunitense, ufficiale nell'US Army. Divenne tenente generale nell'esercito degli Stati Confederati durante la guerra di secessione.
Il repubblicano Drew Springer, Jr., un uomo d'affari di Muenster (Contea di Cooke), rappresenta dal gennaio 2013 Stonewall County nella Camera dei Rappresentanti del Texas.

## Geografia
| Anno | Popolazione | ±%     |
| ---- | ----------- | ------ |
| 1880 | 104         | Note:  |
| 1890 | 1,024       | 884.6% |
| 1900 | 2,183       | 113.2% |
| 1910 | 5,320       | 143.7% |
| 1920 | 4,086       | −23.2% |
| 1930 | 5,667       | 38.7%  |
| 1940 | 5,589       | −1.4%  |
| 1950 | 3,679       | −34.2% |
| 1960 | 3,017       | −18.0% |
| 1970 | 2,397       | −20.6% |
| 1980 | 2,406       | 0.4%   |
| 1990 | 2,013       | −16.3% |
| 2000 | 1,693       | −15.9% |
| 2010 | 1,490       | −12.0% |

Secondo l'Ufficio del censimento degli Stati Uniti d'America la contea ha un'area totale di 920 miglia quadrate (2400 km²), di cui 916 miglia quadrate (2370 km²) sono terra, mentre 3,9 miglia quadrate (10 km², corrispondenti allo 0,5% del territorio) sono costituiti dall'acqua.

### Strade principali
- U.S. Highway 83
- U.S. Highway 380
- State Highway 283

### Contee adiacenti
- King County (nord)
- Haskell County (est)
- Jones County (sud-est)
- Fisher County (sud)
- Kent County (ovest)